# گرچاک آمور
گرچاک آمور(نام علمی: Rhodeus sericeus) نام یک گونه از سرده گرچاک است.